# Italian International 2002
Die Italian International 2002 im Badminton fanden vom 18. Dezember bis zum 22. Dezember 2002 in Rom statt.

## Sieger und Platzierte
| Disziplin    | Gold                               | Silber                               | Bronze                         |
| ------------ | ---------------------------------- | ------------------------------------ | ------------------------------ |
| Herreneinzel | Jens Roch                          | Marco Vasconcelos                    | Andrew Smith                   |
| Herreneinzel | Jens Roch                          | Marco Vasconcelos                    | Bobby Milroy                   |
| Dameneinzel  | Maria Kazakova                     | Nina Weckström                       | Verena Fastenbauer             |
| Dameneinzel  | Maria Kazakova                     | Nina Weckström                       | Anna Rice                      |
| Herrendoppel | Nicolás Escartín Arturo Ruiz López | Ricardo Fernandes Marco Vasconcelos  | Markus Ebert Jens Roch         |
| Herrendoppel | Nicolás Escartín Arturo Ruiz López | Ricardo Fernandes Marco Vasconcelos  | Matthias Becker Steffen Hornig |
| Damendoppel  | Verena Fastenbauer Simone Prutsch  | Vânia Leça Telma Santos              | Katrin Lepczyk Melanie Schell  |
| Damendoppel  | Verena Fastenbauer Simone Prutsch  | Vânia Leça Telma Santos              | Simone Fulle Claudia Ritter    |
| Mixed        | Maxim Carpenco Evelin Gridenberg   | Cristiano Bevilacqua Federica Panini | Markus Ebert Katrin Lepczyk    |
| Mixed        | Maxim Carpenco Evelin Gridenberg   | Cristiano Bevilacqua Federica Panini | Giorgos Patis Chrisa Georgali  |